# Rhiannon Roberts
Pour les articles homonymes, voir Roberts.
Rhiannon Roberts, née le 30 août 1990, est une footballeuse internationale galloise, qui joue au poste de défenseure au Real Betis.

## Biographie

### En club
Rhiannon Roberts commence sa carrière senior aux Blackburn Rovers en 2009, avant de rejoindre les Doncaster Rovers Belles en 2013. Avec Doncaster, elle termine à la première place de deuxième division en 2018 mais le club décide de ne se réinscrire qu'en troisième division en raison de problèmes financiers.
En 2018, après la relégation de Doncaster, elle rejoint le Liverpool FC. Après une relégation en deuxième division en 2020, elle obtient la promotion en Super League en 2022.
Le 22 juin 2023, elle s’engage pour deux saisons avec le Real Betis.

### En sélection
Rhiannon Roberts honore sa première cape en équipe du pays de Galles le 22 septembre 2015 contre l'Autriche dans le cadre de la première journée des qualifications à l'Euro 2017.
Le 29 août 2019, Roberts inscrit son premier but international sur le terrain des îles Féroé en qualifications à l'Euro 2022.
En décembre 2024, elle participe au victorieux barrage de qualification à l'Euro 2025 face à l'Irlande qui qualifie le pays de Galles en phase finale d'un championnat d'Europe pour la première fois de son histoire.

### Famille
Rhiannon Roberts se marie en 2022 avec Nathan Rooney, qui travaille aussi dans le football, en tant qu'entraîneur.